# Charles Winslow
Charles Lyndhurst Winslow (1888. augusztus 1. – 1963. szeptember 15.) olimpiai bajnok dél-afrikai teniszező.

## Pályafutása
Részt vett az 1912. évi nyári olimpiai játékokon, ahol megnyerte az egyéni versenyt, miután a döntőben legyőzte a szintén dél-afrikai Harold Kitsont. A páros versenyt is sikerült megnyernie honfitársával, Kitsonnal közösen. Nyolc évvel később az antwerpeni olimpián bronzérmes lett egyesben.